# Joy Amechi Eze
Pour les articles homonymes, voir Joy Eze et Eze.
Joy Amechi Eze (née le 23 avril 1988) est une athlète nigériane, spécialiste du 400 mètres. 

## Biographie
En 2007, Joy Eze se classe 2e sur 400 mètres lors des Jeux africains, avec un temps de 51 s 20, record personnel. Elle est devancée par la Botswanaise Amantle Montsho. Joy Eze s'impose sur 4 × 400 mètres, en 3 min 29 s 74, aux côtés de Folashade Abugan, Sekinat Adesanya et Christy Ekpukhon.
En 2008, elle devient championne d'Afrique sur 4 × 400 mètres (3 min 30 s 07). Quelques mois plus tard, le relais nigérian se classe 7e des Jeux olympiques de Pékin en 3 min 23 s 74.

## Palmarès
| Date | Compétition                   | Lieu        | Résultat | Épreuve   | Performance   |
| ---- | ----------------------------- | ----------- | -------- | --------- | ------------- |
| 2006 | Jeux du Commonwealth          | Melbourne   | 3e       | 4 × 400 m | 3 min 31 s 83 |
| 2006 | Championnats du monde juniors | Pékin       | 2e       | 4 × 400 m | 3 min 30 s 84 |
| 2007 | Jeux africains                | Alger       | 2e       | 400 m     | 51 s 20       |
| 2007 | Jeux africains                | Alger       | 1re      | 4 × 400 m | 3 min 29 s 74 |
| 2008 | Championnats d'Afrique        | Addis-Abeba | 6e       | 400 m     | 52 s 16       |
| 2008 | Championnats d'Afrique        | Addis-Abeba | 1re      | 4 × 400 m | 3 min 30 s 07 |
| 2008 | Jeux olympiques               | Pékin       | 5e       | 4 × 400 m | 3 min 23 s 74 |

### Records
| Épreuve    | Performance | Lieu  | Date            |
| ---------- | ----------- | ----- | --------------- |
| 400 mètres | 51 s 20     | Alger | 20 juillet 2007 |